# Yuko Imamura
Yuko Imamura (* 17. August 1995) ist eine deutsche Tischtennisspielerin. Bei den Deutschen Meisterschaften 2016 erreichte sie das Endspiel im Doppel.

## Werdegang
Yuko Imamura ist Volljuristin und Tischtennisbundesligaspielerin. Sie entstammt einer Tischtennisfamilie. Ihr Vater Taisei Imamura ist Geschäftsführer von Butterfly Tamasu Europa, ihre Mutter Ildiko Imamura war eine Bundesligaspielerin. Zahlreiche Erfolge erzielte sie im Nachwuchsbereich. 2008 und 2011 belegte sie beim DTTB-TOP 16 - Ranglistenturnier der Schülerinnen Platz zwei. Bei den Jugendeuropameisterschaften erzielte sie mit der Mannschaft 2009 Gold und 2010 Bronze. 2010 stand sie im Endspiel der Deutschen Schülermeisterschaft. Im Folgejahr wurde sie Deutscher Meister im Doppel mit Anja Schuh. Ein Sieg im Bundesranglistenturnier der Mädchen gelang 2012.
Bei den Deutschen Meisterschaften der Erwachsenen 2016 in Bielefeld erreichte sie zusammen mit Kathrin Mühlbach das Endspiel im Damendoppel, das gegen Chantal Mantz/Yuan Wan verloren ging.
Von 2017 bis 2020 spielte Yuko Imamura mit der Herrenmannschaft des Vereins TTC Brühl-Vochem in der Verbandsliga.